# Raúl Fernández (motociclista)
Raúl Fernández González (Madrid, España, 23 de octubre de 2000) es un piloto de motociclismo español. Fue campeón del FIM CEV Moto3 Junior World Championship en 2018, subcampeón del Campeonato del Mundo de Motociclismo de Moto2 en 2021 como debutante, y tercero de la Red Bull MotoGP Rookies Cup en 2016. Debutó en 2022 en la categoría de MotoGP, donde actualmente corre con el Trackhouse Racing MotoGP, equipo satélite de Aprilia.

## Biografía
Fernández compitió en la Red Bull MotoGP Rookies Cup en 2015 y 2016. En 2016 hizo su debut en el Gran Premio en Valencia en la categoría de Moto3 como reemplazo de la lesionada María Herrera, anotando puntos en el campeonato con un 11 ° lugar. El piloto permaneció en dicha categoría hasta la temporada de 2020, en la que obtuvo varios éxitos, como dos victorias, cuatro podios, seis poles y una vuelta rápida.
En 2021 da el salto a Moto2 con el Red Bull KTM Ajo ocupando el lugar en el equipo del japonés Tetsuta Nagashima. Debuta en el Gran Premio de Catar y consigue subirse al podio 12 veces y ganar 8 carreras., logrando ser el mejor debutante de la historia de la categoría.
En 2022 sube a MotoGP con el equipo Tech3 KTM Factory Racing. Para 2023 ficha por Aprilia dentro del nuevo equipo satélite de la marca, en el CryptoDATA RNF MotoGP Team. En 2024 el equipo cambia de nombre, pasando a ser Trackhouse Racing MotoGP

## Resultados

### Red Bull MotoGP Rookies Cup
(Carreras en negrita indica pole position, carreras en cursiva indica vuelta rápida)

| Temp. | 1      | 2      | 3     | 4     | 5      | 6     | 7     | 8     | 9     | 10      | 11    | 12    | 13    | Pts. | Pos. |
| ----- | ------ | ------ | ----- | ----- | ------ | ----- | ----- | ----- | ----- | ------- | ----- | ----- | ----- | ---- | ---- |
| 2015  | JER 16 | JER 16 | ASS 9 | ASS 7 | SAC 12 | SAC 4 | BRN 3 | BRN 7 | SIL 4 | SIL DNS | MIS 2 | ARA 2 | ARA 6 | 7.º  | 121  |
| 2016  | JER 3  | JER 13 | ASS 1 | ASS 1 | SAC 2  | SAC 4 | RBR 5 | RBR 7 | BRN 4 | BRN 2   | MIS 5 | ARA 7 | ARA 2 | 3.º  | 195  |

### FIM CEV Moto3 Junior World Championship
(Carreras en negrita indica pole position, carreras en cursiva indica vuelta rápida)
| Temp. | 1       | 2     | 3      | 4      | 5      | 6     | 7     | 8     | 9     | 10     | 11    | 12    | Pos. | Pts. |
| ----- | ------- | ----- | ------ | ------ | ------ | ----- | ----- | ----- | ----- | ------ | ----- | ----- | ---- | ---- |
| 2016  | ALG     | LMS   | CAT 13 | CAT 15 | ARA    | ARA   | ALB   | NAV   | JER 9 | JER 10 | VAL 6 | VAL 8 | 14.º | 35   |
| 2017  | VAL Ret | VAL 6 | LMS 9  | ARA 5  | CAT 19 | CAT 6 | ALB 4 | EST 3 | JER 3 | JER 7  | VAL 2 | VAL 1 | 3.º  | 137  |
| 2018  | EST 2   | VAL 4 | VAL 1  | LMS 2  | CAT 8  | CAT 4 | ARA 1 | JER 2 | JER 5 | ALB 1  | VAL 3 | VAL 4 | 1.º  | 209  |

### Campeonato del Mundo de Motociclismo
Sistema de puntuación de 1993 hasta 2022:
| Posición | 1.º | 2.º | 3.º | 4.º | 5.º | 6.º | 7.º | 8.º | 9.º | 10.º | 11.º | 12.º | 13.º | 14.º | 15.º |
| Puntos   | 25  | 20  | 16  | 13  | 11  | 10  | 9   | 8   | 7   | 6    | 5    | 4    | 3    | 2    | 1    |

Sistema de puntuación desde 2023 en adelante:
| Posición       | 1.º | 2.º | 3.º | 4.º | 5.º | 6.º | 7.º | 8.º | 9.º | 10.º | 11.º | 12.º | 13.º | 14.º | 15.º |
| Puntos         | 25  | 20  | 16  | 13  | 11  | 10  | 9   | 8   | 7   | 6    | 5    | 4    | 3    | 2    | 1    |
| Carrera sprint | 12  | 9   | 7   | 6   | 5   | 4   | 3   | 2   | 1   |      |      |      |      |      |      |

#### Por categoría
| Cat.   | Temporadas    | 1.er Gran Premio | 1.er Podio    | 1.ª Victoria  | Carreras | Victorias | Podios | Poles | V.Ráp. | Pts. | CM |
| ------ | ------------- | ---------------- | ------------- | ------------- | -------- | --------- | ------ | ----- | ------ | ---- | -- |
| Moto3  | 2016-2020     | Valencia 2016    | Aragón 2020   | Europa 2020   | 42       | 2         | 4      | 6     | 1      | 240  | -  |
| Moto2  | 2021          | Catar 2021       | Doha 2021     | Portugal 2021 | 18       | 8         | 12     | 7     | 7      | 307  | -  |
| MotoGP | 2022-presente | Catar 2022       |               |               | 49       | 0         | 0      | 0     | 0      | 106  | -  |
| Total  | 2016-presente | 2016-presente    | 2016-presente | 2016-presente | 109      | 10        | 16     | 13    | 8      | 653  | 0  |

#### Por temporada
| Temp. | Cat.   | Moto    | Equipo                                  | Carreras | Victorias | Podios | Poles | V.Rap | Pts. | Pos. |
| ----- | ------ | ------- | --------------------------------------- | -------- | --------- | ------ | ----- | ----- | ---- | ---- |
| 2018  | Moto3  | KTM     | Ángel Nieto Team Moto3 Red Bull KTM Ajo | 4        | 0         | 0      | 0     | 0     | 16   | 28.º |
| 2019  | Moto3  | KTM     | Sama Qatar Ángel Nieto Team             | 19       | 0         | 0      | 0     | 0     | 60   | 21.º |
| 2020  | Moto3  | KTM     | Red Bull KTM Ajo                        | 15       | 2         | 4      | 6     | 1     | 159  | 4.º  |
| 2021  | Moto2  | Kalex   | Red Bull KTM Ajo                        | 18       | 8         | 12     | 7     | 7     | 307  | 2.º  |
| 2022  | MotoGP | KTM     | Tech 3 KTM Factory Racing               | 18       | 0         | 0      | 0     | 0     | 14   | 22.º |
| 2023  | MotoGP | Aprilia | CryptoDATA RNF MotoGP Team              | 19       | 0         | 0      | 0     | 0     | 51   | 20.º |
| 2024  | MotoGP | Aprilia | Trackhouse Racing MotoGP                | 20       | 0         | 0      | 0     | 0     | 66   | 16.º |
| 2025  | MotoGP | Aprilia | Trackhouse MotoGP Team                  |          |           |        |       |       | *    | *    |
| Total | Total  | Total   | Total                                   | 117      | 10        | 16     | 13    | 8     | 673  |      |

- * Temporada en curso.

#### Carreras por año
| Año  | Cat.   | Moto    | 1         | 2         | 3         | 4        | 5        | 6        | 7        | 8        | 9        | 10        | 11        | 12       | 13       | 14       | 15       | 16       | 17       | 18        | 19       | 20       | 21  | 22  | Pos. | Pts. |
| ---- | ------ | ------- | --------- | --------- | --------- | -------- | -------- | -------- | -------- | -------- | -------- | --------- | --------- | -------- | -------- | -------- | -------- | -------- | -------- | --------- | -------- | -------- | --- | --- | ---- | ---- |
| 2018 | Moto3  | KTM     | QAT       | ARG       | AME       | SPA      | FRA      | ITA      | CAT 10   | NED      | GER 9    | CZE       | AUT       | GBR      | RSM      | ARA 17   | THA      | JPN      | AUS      | MAL       | VAL 13   |          |     |     | 28.º | 16   |
| 2019 | Moto3  | KTM     | QAT 7     | ARG 15    | AME 7     | SPA Ret  | FRA 10   | ITA 11   | CAT Ret  | NED Ret  | GER 5    | CZE 12    | AUT Ret   | GBR 18   | RSM 10   | ARA 21   | THA 9    | JPN 19   | AUS Ret  | MAL 14    | VAL Ret  |          |     |     | 21.º | 60   |
| 2020 | Moto3  | KTM     | QAT 10    | SPA 6     | AND 6     | CZE 6    | AUT 9    | EST 8    | RSM Ret  | ERM 6    | CAT 13   | FRA 7     | ARA 3     | TER 12   | EUR 1    | VAL 3    | POR 1    |          |          |           |          |          |     |     | 4.º  | 159  |
| 2021 | Moto2  | Kalex   | QAT 5     | DOH 3     | POR 1     | SPA 5    | FRA 1    | ITA 2    | CAT 2    | GER Ret  | NED 1    | EST 7     | AUT 1     | GBR Ret  | ARA 1    | RSM 1    | AME 1    | ERM Ret  | ALG 2    | VAL 1     |          |          |     |     | 2.º  | 307  |
| 2022 | MotoGP | KTM     | QAT 18    | INA 17    | ARG 16    | AME 19   | POR DNS  | SPA      | FRA Ret  | ITA 21   | CAT 15   | GER 12    | NED Ret   | GBR 21   | AUT 18   | RSM 13   | ARA 20   | JPN 18   | THA 15   | AUS 16    | MAL 15   | VAL 12   |     |     | 22.º | 14   |
| 2023 | MotoGP | Aprilia | POR Ret11 | ARG 14    | AME Ret15 | SPA 1514 | FRA INJ  | ITA 1719 | GER 1518 | NED 1218 | GBR 1019 | AUT Ret14 | CAT Ret14 | RSM 811  | IND 109  | JPN 910  | INA 1314 | AUS 16C  | THA 1514 | MAL Ret17 | QAT 1714 | VAL 511  |     |     | 20.º | 51   |
| 2024 | MotoGP | Aprilia | QAT 2214  | POR Ret10 | AME 109   | SPA 1112 | FRA 119  | CAT 6Ret | ITA 1210 | NED 817  | GER 1014 | GBR Ret12 | AUT Ret14 | ARA 1611 | RSM 1817 | ERM 1317 | INA 1019 | JPN 1511 | AUS 106  | THA Ret14 | MAL 1618 | SLD 1814 |     |     | 16.º | 66   |
| 2025 | MotoGP | Aprilia | THA Ret11 | ARG 1516  | AME 1217  | QAT 17   | SPA 1516 | FRA 710  | GBR 1219 | ARA 10   | ITA 78   | NED 8Ret  | GER 913   | CZE 56   | AUT 9Ret | HUN      | CAT      | RSM      | JPN      | INA       | AUS      | MAL      | POR | VAL | 12.º | 73   |

| Color     | Resultado                                                               |
| --------- | ----------------------------------------------------------------------- |
| Oro       | Ganador                                                                 |
| Plata     | 2.ª plaza                                                               |
| Bronce    | 3.ª plaza                                                               |
| Verde     | Finalizó en los puntos                                                  |
| Azul      | Finalizó sin puntos                                                     |
| Azul      | NC - No clasificado                                                     |
| Violeta   | Ret - No terminó (Carrera)                                              |
| Rojo      | DNQ - No se clasificó                                                   |
| Negro     | DSQ - Descalificado                                                     |
| Blanco    | DNS - No empezó (carrera)                                               |
| Blanco    | WD - Retirado (fin de semana)                                           |
| Blanco    | C - Carrera cancelada                                                   |
| Sin color | DNP - Inscrito pero no participó                                        |
| Sin color | INJ - Lesionado                                                         |
| Sin color | EX - Excluido                                                           |
| Estado    | Resultado                                                               |
| Negrita   | Pole position                                                           |
| Cursiva   | Vuelta rápida                                                           |
| x         | Posición en carrera sprint                                              |
| †         | Abandona, pero clasifica al completar el porcentaje requerido para ello |